# Emilio Bonelli y Hernando
Emilio Bonelli i Hernando (Saragossa, 7 de novembre de 1854 - Madrid, 28 de novembre de 1926) va ser un militar, autor i africanista espanyol.
Després de viatjar per França i Itàlia, en 1868 marca al Marroc, on aprèn àrab i treballa com a intèrpret del consolat espanyol a Rabat. En 1875 torna a Espanya i ingressa a l'Acadèmia d'Infanteria de Toledo, on en 1878 va rebre el grau d'alferes. En 1882 abandona l'exèrcit i marxa al Marroc, on va recórrer el territori entre Fes, Meknés i Tànger. En 1884 va comandar una expedició espanyola per prendre la península de Río de Oro, ocupant la costa entre el cap Bojador i el cap Blanc i fundant Villa Cisneros. El juliol del 1885 va ser nomenat per al càrrec de nova creació de Comissari Regi a la costa occidental d'Àfrica —que després es redenominaria com a Subgovernador político-militar de Río de Oro— aconseguint establir la pau amb les càbiles de la zona.
De 1887 a 1890 va explorar el golf de Guinea, la conca del riu Muni i l'illa de Fernando Poo amb el suport econòmic i polític del marquès de Comillas. Hi va realitzar treballs topogràfics i estudis sobre la naturalesa de la zona i possibilitats d'explotació comercial. Va ser un dels membres fundadors de la Lliga Africanista Espanyola, de la qual va ser vicepresident, i de la Reial Societat Geogràfica d'Espanya. En els darrers anys fou director de la Companyia Comercial Hispano-Africana i membre de la Reial Acadèmia de la Història. Va morir a Madrid el 1926.

## Obres
Va ser autor de:
- El imperio de Marruecos y su constitución (1882)
- El Sahara (1887)
- Nuevos territorios españoles en África (1887)
- El problema de Marruecos (1910)